# 尼让印刷寺
尼让印刷寺，位于西藏自治区日喀则地区定日县岗嘎镇安巴村，是一座藏传佛教女尼的寺院。

## 简介
尼让印刷寺位于西藏自治区日喀则地区定日县岗嘎镇安巴村，为女尼寺院。
2012年，该寺的2名尼師被评为西藏自治区爱国守法先进僧尼。